# Дума (собрание)
Ду́ма (от рус. думать) — собрание в России и некоторых странах постсоветского пространства[каких?] с совещательными или законодательными функциями. Первой думой в России стала Княжеская дума, продолжением которой стала Боярская дума, основанная в XIV веке. Позже Пётр I уничтожил думу как учреждение. Спустя около 200 лет, после первой русской революции, была создана Государственная дума Российской империи. С 1993 года Государственная дума — нижняя палата парламента России.

## Княжеская и боярская думы
Княжеской думой назывался постоянный совет при князе, в который входили ближайшие его соратники. Обычно князь не принимал серьёзных решений, не советуясь с боярами. Нередко в думах участвовали представители духовенства, но их представительство не было постоянным. Княжеские думы действовали во всех княжествах Киевской Руси.

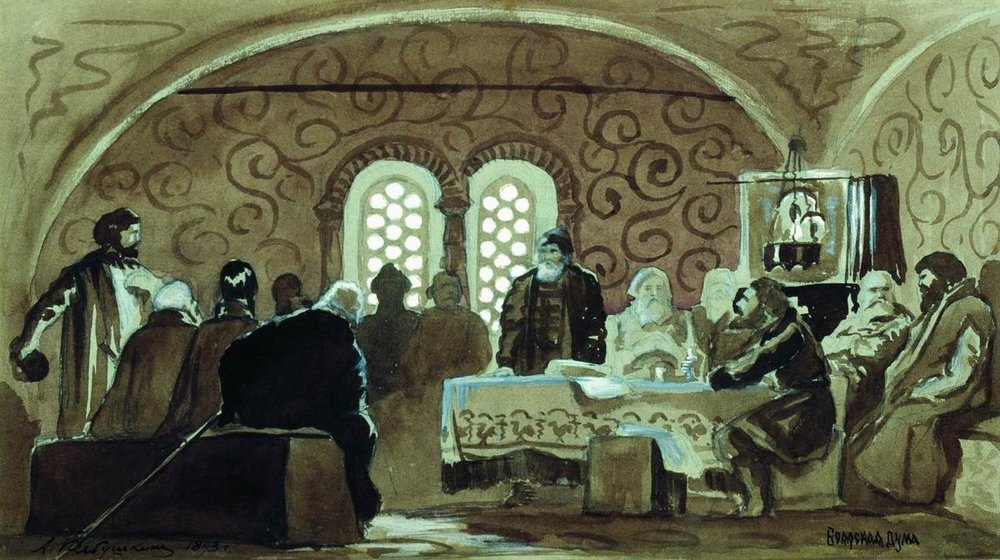
Заседание Боярской думы, XVI век. А.П. Рябушкин. 1893

Боярская дума была основана в XIV веке и стала продолжением княжеской думы, самостоятельной роли орган не играл, являлся эквивалентом государственного совета, всегда действуя вместе с царём, составляя совместно с ним единую верховную власть. С XVI века дума получила свой чёткий состав, по состоянию на 1505 год, в думе было 23 боярина, 6 окольничих, 1 дворецкий и 1 казначей. Их общее число сократилось к 1584 году и составило 21 человек. Далее число думцев постоянно росло (исключение при Михаиле Фёдоровиче). При Борисе Годунове их было 30, в смутное время 47, при Михаиле Фёдоровиче 19, при Алексее Михайловиче 59, при Фёдоре Алексеевиче 167. Председателем думы был царь, однако бояре могли принимать решения и при его отсутствии. В период становления самодержавия заседания думы стали проходить значительно реже, уменьшился численный состав со 138 человек в 1696/97 до 48 чел. в 1713. В 1713 дума перестала функционировать. Сам термин «Боярская дума» был введён в использование историками в XVIII-XIX веках.

## Российская империя
Государственная дума Российской империи была законосовещательным, позднее законодательным представительным учреждением Российской империи. Она была создана после Первой русской революции в соответствии с манифестом 6 августа 1905 как «особое законосовещательное установление, коему предоставляется предварительная разработка и обсуждение законодательных предположений и рассмотрение росписи государственных доходов и расходов». Позже, в соответствии с манифестом 17 октября дума стала законодательным органом.
| Партия                               | I Дума   | II Дума | III Дума | IV Дума |
| ------------------------------------ | -------- | ------- | -------- | ------- |
| РСДРП                                | (10)     | 65      | 19       | 14      |
| Эсеры                                | -        | 37      | -        | -       |
| Народные социалисты                  | -        | 16      | -        | -       |
| Трудовики                            | 107 (97) | 104     | 13       | 10      |
| Прогрессивная партия                 | 60       | -       | 28       | 48      |
| Кадеты                               | 161      | 98      | 54       | 59      |
| Автономисты                          | 70       | 76      | 26       | 21      |
| Октябристы                           | 13       | 54      | 154      | 98      |
| Националисты                         | -        | -       | 97       | 120     |
| Правые                               | -        | -       | 50       | 65      |
| Беспартийные                         | 100      | 50      | -        | 7       |
| Всего                                | 511      | 500     | 441      | 442     |
| Количество фракций при роспуске Думы | 6        | 10      | 11-12    | 11-16   |

I Государственная дума работала с 27 апреля до 8 июля 1906 года. Председателем был Сергей Андреевич Муромцев, представитель Конституционно-демократической партии. 8 июля 1906 царское правительство под предлогом, что Дума не только не успокаивает народ, но ещё более разжигает смуту, распустило её.

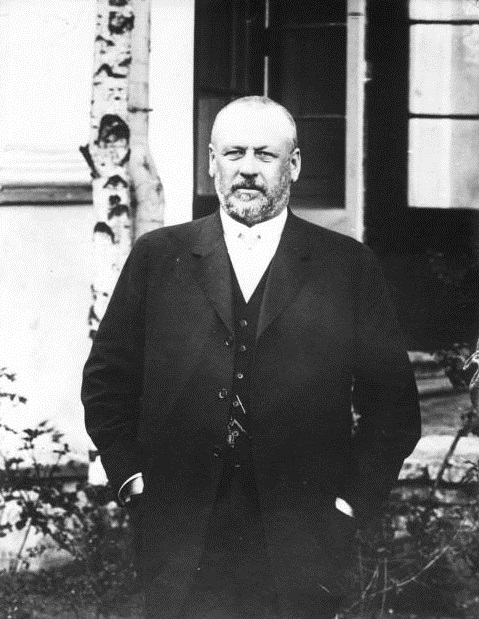
Председатель Государственной думы Российской империи части III и IV созывов Михаил Родзянко

II дума проработала одну сессию, председателем был кадет Фёдор Александрович Головин, его товарищами были беспартийный левый Николай Николаевич Познанский и трудовик Михаил Егорович Березин. 1 июня 1907 премьер-министр Пётр Аркадьевич Столыпин обвинил 55 депутатов в заговоре против семьи царя. Дума была распущена указом Николая II спустя два дня.
III дума была избрана в соответствии с новым избирательным законом. Председателями Думы были: Николай Алексеевич Хомяков (1 ноября 1907 - 4 марта 1910), Александр Иванович Гучков (29 октября 1910 - 14 марта 1911) и Михаил Владимирович Родзянко (22 марта 1911 - 9 июня 1912). Все они были октябристами. Эта дума не была распущена и проработала весь свой срок.
В преддверии выборов в IV Государственную думу правительство стремилось создать нужный им состав депутатского корпуса. Председателем Думы был октябрист Родзянко. 25 февраля 1917 Николай II подписал указ о прекращении занятий Думы до апреля того же года, однако Дума отказалась подчиниться, собираясь в частных совещаниях. 6 (19) октября 1917 года Временное правительство окончательно распустило Государственную думу в связи с подготовкой выборов в Учредительное собрание.

## Дума в современной России
Государственная Дума — нижняя палата Федерального Собрания (российского парламента), верхняя — Совет Федерации. Создана указом президента в 1993 году. В парламент входят 450 депутатов, избираемых сроком на пять лет. С 1993 до 2003 депутаты избирались по смешанной системе: 225 человек по одномандатным округам и столько же по спискам партий. Во время работы Государственной думы IV созыва было принято решение о введении полностью пропорциональной системы. С 2016 года смешанная система была возвращена. Право баллотироваться в Государственную думу имеют право граждане России, достигшие возраста 21 года.
Также думой наименованы законодательные (представительные) органы власти в ряде субъектов Российской Федерации:
- Дума Астраханской области
- Белгородская областная дума
- Брянская областная дума
- Воронежская областная дума
- Ивановская областная дума
- Калининградская областная дума
- Костромская областная дума
- Курганская областная дума
- Курская областная дума
- Магаданская областная дума
- Московская городская дума
- Московская областная дума
- Мурманская областная дума
- Новгородская областная дума
- Рязанская областная дума
- Самарская губернская дума
- Саратовская областная дума
- Сахалинская областная дума
- Смоленская областная дума
- Дума Ставропольского края
- Тамбовская областная дума
- Законодательная дума Томской области
- Тульская областная дума
- Тюменская областная дума
- Законодательная дума Хабаровского края
- Дума Ханты-Мансийского автономного округа — Югры
- Дума Чукотского автономного округа
- Ярославская областная дума